# Francès del Quebec
El francès del Quebec (francès: français québécois o français du Québec) és la varietat del francès que es parla a la majoria de les àrees francòfones del Canadà, sobretot al Quebec. Generalment, a causa de la història i de les qüestions nacionals, s'anomena de vegades francès del Canadà. En tot cas, cal distingir sociolectes que són hipònims del francès canadenc, com el francès acadià i el francès de Terranova, que són lingüísticament diferents i tenen també orígens diferents, així com el francès d'Ontario i el de Nova Brunswick, que tenen els mateixos orígens, però que van anar diferenciant-se a partir de la Revolució Tranquil·la.
El francès quebequès té certes varietats regionals, de les quals cal destacar el joual, un registre argot. L'ús de regionalismes és freqüent en els registres familiar i col·loquial de la llengua. El francès s'ensenya a les escoles quebequeses tot acceptant un lèxic característic per designar realitats i conceptes propis del marc cultural nord-americà. L'Oficina Quebequesa de la Llengua Francesa treballa per al desenvolupament del francès i dona suport a diverses particularitats que poden divergir de vegades del francès europeu.
D'altra banda, el francès que es fa servir al Quebec té influències de la població acadiana que viu a l'est, com per exemple a les illes Madeleine, on també es parla el francès quebequès.
El francès del Quebec també és emprat per importants minories francòfones a les regions de les províncies canadenques d'Ontario i Manitoba, així com a les petites comunitats francòfones a Nou Hampshire i al Vermont, als Estats Units. Segons alguns autors, el francès que es parla a Madawaska, una regió separada entre Nova Brunswick i Maine, es tractaria del francès quebequès, mentre que d'altres defensen que seria una barreja entre el francès acadià i el quebequès.

## Història
La base del francès quebequès és el francès popular de París dels segles xvii i xviii. Tot i que els colons provenen de diferents regions i parlen diversos dialectes, es troben molt a prop els uns dels altres i la intel·ligibilitat entre veïns és total. Amb l'arribada de les filles del Rei, òrfenes parisenques destinades a casar-se amb els colons canadencs per tal de poblar Nova França, el francès popular de París s'imposa com la koiné del país, així que durant la conquesta britànica de 1763 més del 80% dels colons d'origen francès parlaven una mena de francès localment estandarditzat.
S'ha cregut durant molt de temps que es derivava de les llengües d'oïl regionals com el normand o el saintongès o fins i tot el gal·ló, però aquest 'miratge' era el producte d'errors metodològics. Si bé el francès del Quebec prové de la llengua parisenca del segle xviii, la idea popular segons la qual el seu lèxic, pronúncia i prosòdia s'haurien mantingut és completament falsa: el francès quebequès, com el de França, és una llengua dinàmica que ha evolucionat i té inflexions pròpies en interacció amb un medi sociolingüístic fortament influenciat per la llengua anglesa.
Ancorat en un ambient unilingüe anglòfon (amb una minoria ameríndia), el francès del Quebec ha estat sempre una llengua sota la influència teòricament exposada a una amenaça d'extinció. Tot i així, les pressions i les reivindicacions dels francòfons durant els anys 70 han fet que el govern federal del Canadà desenvolupés polítiques de bilingüisme per als serveis estatals així com per a l'etiquetatge comercial. Quant al govern del Quebec, va promulgar una Carta de la llengua francesa (sovint anomenada Llei 101) des del 1977 que declara el francès llengua oficial del Quebec, a la feina, en el món comercial i a l'escola. Fou un gran pas per a la normalització i la protecció del francès en territori canadenc.

## Imatge social i política lingüística

### Norma
Hi ha tot de divergències que intenten definir la norma del francès quebequès. Mentre que els partidaris d'una norma intraquebequesa (que alguns anomenen endogenistes) desitgen crear una norma centrada en primer lloc en els referents quebequesos i en els usos propis, els partidaris de la norma europea (els exogenistes) prefereixen que el francès del Quebec segueixi en lèxic, préstecs lingüístics, pronúncia i terminologia la manera tradicional del francès europeu. Entre aquestes posicions, l'OQLF busca conciliar aquests dos pols d'evolució tot treballant per la normalització lingüística del francès al Quebec en el respecte del sistema lingüístic i de les exigències de la situació de francesització i d'orientació de l'ús que incombeix a la missió. L'oficina, per tant, està associada als normalitzadors que reconeixen el dret i els avantatges de recórrer a les particularitats del francès quebequès bo i demostrant la importància de ser comprès per la resta del món francòfon.
A tot de diverses publicacions, el Fons de Reparació Lingüística (en francès: BDL) i el Gran Diccionari Terminològic són les principals obres electròniques que l'OQLF posa a disposició del públic. Seguint les recomanacions que s'hi anuncien, serveixen també de guies per comprendre la norma governamental sobre el francès quebequès. Cal destacar que sovint s'observa que el Quebec es troba més avançat que França en matèria de desenvolupament de neologismes i de terminologia informàtica.
Des de la creació de l'Oficina Quebequesa de la Llengua Francesa (OQLF), a principis dels anys 1960, van crear-se diversos grups de recerca per tal d'estudiar l'ús del francès al Quebec.
La societat francòfona del Canadà, amb Adjutor Rivard, havia llançat a començaments del segle XX els primers estudis centrats en la realitat de la llengua francesa al Canadà francès. Als anys 1965-1980 un equip de la Universitat Laval, sota la direcció de Gaston Dulong, amb el suport de Gaston Bergeron, comprèn a tot el Quebec enquestes lingüístiques que fan possible la publicació de l'Atles Lingüístic de l'Est del Canadà - La parla popular del Quebec i de les seves regions veïnes (1980). Aquesta gran obra descriptiva encara publicada avui dia, amb més de 650.000 notes de resposta i 10 volums amb un total de 5.000 pàgines, és l'obra més important dedicada a la descripció del francès popular parlat a Amèrica. D'altra banda, l'equip de Tresor de la Llengua Francesa al Quebec (TLFQ) de la Universitat Laval va constituir-se als anys 70 pels professors Marcel Juneau i Claude Poirier amb l'objectiu de crear una infraestructura científica en lingüística, establir un programa de recerca històrica sobre el francès del Quebec, contribuir a la creació d'un medi de recerca en lexicografia històrica al Quebec i publicar tot d'estudis especialitzats sobre la història d'aquesta varietat del francès.
El grup de recerca Franqus de la Universitat de Sherbrooke, en col·laboració amb el TLFQ i l'Oficina Quebequesa de la Llengua Francesa (OQLF) publica el Diccionari de la Llengua Francesa - El francès vist des del Quebec. Després d'algunes modificacions, la seva versió preliminar va estar ja disponible en línia el setembre del 2009. Aquest diccionari de normativització és, en la seva versió original, el primer d'aquest tipus dins l'estudi del francès. Va ser concebut en la seva totalitat per grups de recerca de l'exterior de París i constitueix el primer diccionari original completament quebequès. Diverses problemàtiques van ser narrades per justificar el desenvolupament d'aquest projecte de les quals cal destacar-ne una on els diccionaris usuals en ús al Quebec no s'adapten pas al context quebequès i nord-americà.

### Legislació
La Carta de la Llengua Francesa és la principal llei que estableix la política lingüística del Quebec així com els drets de tota persona de fer servir el francès en aquest país. Al primer article s'hi anuncia que el francès és la llengua oficial del Quebec. La llei de protecció del consumidor és una de les altres nombroses lleis que fan del francès la llengua d'ús principal al Quebec.
Tenint en compte el context sociocultural de l'època, els legisladors varen crear la Carta dels Drets i Llibertats de la Persona, l'objectiu de la qual era essencialment protegir el francès quebequès tot i que la carta permet de prevenir tota forma de discriminació de qualsevulla llengua. L'esperit principal permet, tanmateix, la discriminació positiva, en casos particulars. El 1982 l'article 10.1 va ser afegit a la Carta per tal de prohibir tota forma d'assetjament al francès, així com els comentaris agressius i les burles.
Per tal d'assegurar la projecció d'aquesta llengua al Quebec, l'Assemblea Nacional va crear les institucions governamentals següents: L'Oficina Quebequesa de la Llengua Francesa (OQLF), la Comissió de Topònims del Quebec i el Consell Superior de la Llengua Francesa. Aquesta última institució concedeix l'Ordre dels Francòfons d'Amèrica, una decoració que subratlla els esforços dels individus que contribueixen al manteniment i al desenvolupament de la llengua de l'Amèrica francesa.
Per la seva part, l'OQLF serveix de referència a altres governs d'Amèrica del Nord, així com a companyies privades de traducció i de publicació en llengua francesa. Col·labora també amb les altres instàncies governamentals, comissions escolars i organitzacions per dur a terme programes que assegurin els serveis en francès als americans, així com amb la Societat Nacional de l'Acàdia.
D'altres ministeris del govern del Quebec asseguren a més el desenvolupament del francès a l'Amèrica del Nord, com el Ministeri de Cultura, Comunicacions i Condició Femenina, la Secretaria d'Afers Interns Canadencs i el Ministeri d'Afers Internacionals. Amb les seves respectives competències, aquests ministeris asseguren la promoció del francès juntament amb els organismes quebequesos i estrangers, sobretot gràcies a tractes de reciprocitat.

## Ús dels anglicismes
Els anglicismes utilitzats en la llengua quotidiana constitueixen una de les causes de les diferències principals entre el francès del Quebec i les altres variants del francès. El Quebec tendeix a integrar els anglicismes a causa d'haver conviscut durant més de 400 anys amb el món anglòfon. Per tant, aquesta variant lingüística ha integrat tot tipus d'anglicismes, integrals, híbrids, semàntics, sintàctics, morfològics i fraseològics.
Mentre que els anglicismes integrals plasmen tant l'ortografia com el significat anglès (per exemple, chum per ami <amic> i petit-copain <xicot>), els anglicismes híbrids afegeixen elements francesos per facilitar, sobretot, la pronunciació (per exemple, checker per vérifier <verificar> o <mirar> i spotter per <vigilar>).
Els anglicismes semàntics són, d'altra banda, substantius que ja existeixen en francès però que se'ls dona, en alguns casos concrets, el significat d'un mot anglès que té la mateix arrel. També es fan servir com a sinònims concorrents d'altres substantius francesos. Per exemple, el verb adresser ja existeix en francès amb el sentit d'emetre paraules, però aquest verb, probablement per influència de l'anglès to address, de vegades s'utilitza amb el sentit d'ocupar-se d'alguna cosa.
Els anglicismes sintàctics són modificacions de mots francesos on la construcció del conjunt reprodueix l'estructura anglesa, ja sigui amb una preposició o amb una conjunció, o per l'ordre dels mots (ex: siéger sur un comité calcant to be on a committee en comptes de siéger à un comité <reunir-se en un comitè>; i un court trois semaines calcant a short three weeks en comptes de trois courtes semaines <tres curtes setmanes>). De vegades aquests anglicismes afegeixen preposicions suplementàries al significat dels mots en francès (ex: le deuxième meilleur joueur calcant the second best player en comptes de le deuxième joueur <el segon millor jugador>).
Els anglicismes morfològics són traduccions literals d'un mot, o d'una expressió anglesa, per tal de crear una expressió equivalent en francès i d'enriquir la llengua. Així integren l'element temporal de l'evolució de la societat en la creació de neologismes. El model anglès és aleshores transportat al francès amb el sentit que s'aplica en anglès. Per exemple, segons la BANQUE DE DÉPANNAGE l'expressió appel longue distance seria calcat de l'expressió anglesa long distance call (trucada a llarga distància), mentre que l'expressió francesa correcta és appel interurbain. Això no obstant, algunes expressions traduïdes de l'anglès poden de vegades ser correctes en francès quant a estructura i sentit, com si s'haguessin creat directament del francès (ex: fin de semaine per weekend <cap de setmana>; dépôt direct per direct deposit <dipòsit directe>; nord-américain per North American <nord-americà>).
Els anglicismes fraseològics fan referència a la imatge i a la poesia de la llengua anglesa, en la seva visió particular del món i la seva manera de descriure la realitat. Per exemple, l'expressió filer à l'anglaise (anar-se'n a l'anglesa) prové de l'expressió to take the French leave (literalment, agafar el depart anglès), però s'hauria adaptat a les imatges pròpies de la realitat francòfona. De la mateixa manera, l'expressió Canadien français seria una traducció de French Canadian, i formaria així la imatge que han desenvolupat els anglesos, durant el segle xix, de la definició del que seria Canadien (canadenc).
Sovint l'OQLF fa recomanacions pel que fa als anglicismes lexicals. Aquests termes privilegiats es fan servir en el francès estàndard dels ministeris i dels organismes públics. Per exemple, un escrit amb la frase següent: La voiture est stationnée dans le parking hauria de corregir-se per La voiture est garée dans le stationnement (el cotxe està aparcat a l'estacionament).